# Karbido
Karbido (Карбидо) — польская экспериментально-инструментальная группа. Коллектив связан с художественной группой Томаша Сикоры «Hermetyczny Garaż» («Герметичный гараж»), в рамках которой реализует свои музыкальные работы. С 2005 года группа сотрудничает с украинским писателем Юрием Андруховичем. Вместе они создали два общих альбома «Самогон» [Samogon] (Польша 2006, Украина 2008) и «Цинамон (с добавлением Индии)» [Cynamon(z dodatkiem Indii)].

## Участники
- Игорь Гавликовський (Igor Gawlikowski)
- Марек Отвиновський (Marek Otwinowski)
- Томаш Сикора (Tomasz Sikora)
- Петер Конрадин Цумтор (Peter Conradin Zumthor)
- Павел Чепулковский (Paweł Czepułkowski)
- Михал Литвинец (Michał Litwiniec)
- Яцек Федорович (Jacek Fedorowicz)

## Дискография
Альбомы
- 2004 — Karbido, ToneIndustria/Hermetyczny Garaż
- 2006 — Samogon, польское издание, BL Rekord
- 2008 — Самогон, украинское издание, Наш Формат
- 2009 — Cynamon (z dodatkiem Indii, польское издание Hermetyczny Garaż
- 2010 — Цинамон (с дополнением Индии), украинское издание, Наш Формат / Артполе
- 2010 — Music 4 Buildings Vol.01, Schomberg Power Station/Guido Coal Mine, Hermetyczny Garaż
- 2010 — Music 4 Buildings Vol.02, Great Synagogue Drokhobych, Hermetyczny Garaż
- 2011 — Music 4 Buildings Vol.06 — Białystok Waterworks — wyd. Hermetyczny Garaż
- 2012 — Absynt — wyd. Hermetyczny Garaż

DVD
- Karbido’s The Table (2010), режиссёр Бартош Бляшке (Bartosz Blaschke), продюсер и вид. Hermetyczny Garaż